# Malthinus seriepunctatus
Malthinus seriepunctatus es una especie de coleóptero de la familia Cantharidae, género Malthinus.

## Distribución geográfica
Es una especie europea.